# Piranhas (Goiás)
Piranhas is een gemeente in de Braziliaanse deelstaat Goiás. De gemeente telt 11.215 inwoners (schatting 2009).